# Мадабська карта

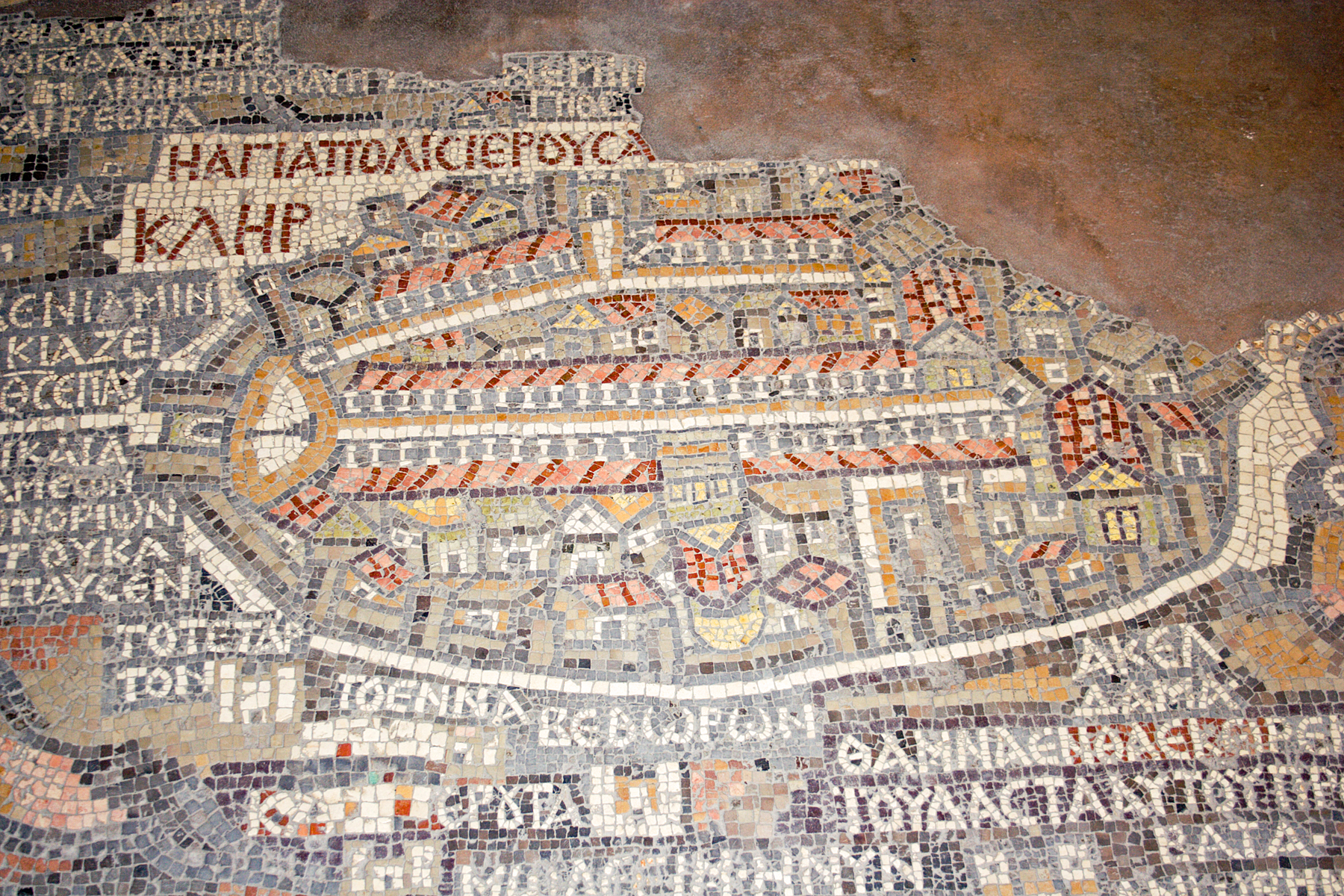
Мозаїкова мапа в Мадабі

31°43′3.54″ пн. ш. 35°47′39.12″ сх. д. / 31.7176500° пн. ш. 35.7942000° сх. д.
Мада́бська ма́па — мозаїкова мапа-пано на долівці православної Георгієвської церкви в місті Мадабі (Йорданія). 
Являє собою найдавнішу з відомих історії географічну карту Святої землі. 
Мадабську мапу створено візантійськими майстрами в VI столітті, а виявлено в XIX столітті під час будівництва сучасної церкви на місці давнішої, що відноситься до часів правління римських імператорів династії Юстиніана. 
У самому центрі мапи — схематичне зображення Єрусалима («осереддя світу»), на якому виокремлюються Храм Гробу Господнього і численні міські брами. Дещо збоку можна розгледіти дельту Ніла.